# В нашу гавань заходили корабли
«В нашу гавань заходили корабли» — музыкальная программа «Радио России», существовавшая с 1991 по 2016 год, основная идея которой состояла в сборе и популяризации «дворовой песни». В разное время передача представляла собой также и телепроект, выходивший с перерывами на различных каналах в период с 1997 по 2011 год.
Полный видеоархив выпусков 2007—2011 годов был доступен на сайте «Пятого канала» (до февраля 2013 года). Сейчас на сайте телеканала можно найти лишь часть данных выпусков.

## Вещание
- 1991—1999 и 2003—2016 — Радио России
- 9 февраля — 7 июня 1997 — МТК
- июль 1997 — май 1999 — ТВ Центр-Столица
- 11 сентября 1999 — 31 марта 2001 — НТВ
- 1 мая 2001 — 20 января 2002 — ТВ-6
- 2000—2002 — Радио Шансон
- 1 июня 2002 — 21 июня 2003 — ТВС
- 9 сентября 2007 — 31 декабря 2011 — Пятый канал

## Название
О происхождении названия программы Эдуард Успенский рассказывает в программе «Пока все дома»:

Когда в пионерском лагере нас заставляли петь «У дороги чибис», мы на праздниках песни её пели, а потом уходили и пели «В кейптаунском порту». А главная песня нашего детства была «В нашу гавань заходили корабли». Нашу передачу мы начинали как передачу детских романтических песен. Но выяснилось, что дети этих романтических песен не знают, не очень воспринимают. А люди моего возраста и младше стали благодарить за эти песни. Давайте ещё и ещё и ещё. Мы получали тексты с нотами, кассеты… — Эдуард Успенский в программе «Пока все дома», 1992 год
Название программы — первая строка одноимённой известной «дворовой песни»:

В нашу гавань заходили корабли,

Большие корабли из океана.

В таверне веселились моряки, ой-ли,

И пили за здоровье атамана.

## Аккомпаниаторы
- Дмитрий Петров, пианист-виртуоз †[8]
- Юрий Бадалл, гитарист
- Алексей Бекетов, аккордеонист
- Александр Мясников, пианист[9]
- Степан Мезенцев, скрипач

## История
Передача «В нашу гавань заходили корабли» появилась в 1991 году на «Радио России», имея в репертуаре песни, которые советские граждане исполняли вечерами на кухне. Основной репертуар состоял из дворовых песен, студенческих, вагонных, неофициальных, военных, мещанских, купеческих, тюремных, песен политзаключённых, беспризорных. Программа предполагала интерактивность: ведущие, находя фрагмент песни, прямо в эфир обращались с призывом откликнуться тех, кто знает полный её вариант. В редакцию приходили письма, аудио и видеокассеты. Таким образом обрели новую жизнь многие забытые песни.
Гостями в студии становились простые люди рабочих специальностей, актёры, студенты, профессора, политические деятели. Люди исполняли песни, которые они помнили из своего детства, молодости, студенческих лет.
Ведущие программы — детский писатель Эдуард Успенский, журналист Элеонора Филина (до осени 2011 года), журналист Елизавета Кушак (примерно с 2013 года).
В январе 2017 года передача была закрыта. В течение января на сайте «Радио России» ещё оставалось прежнее время выхода в эфир (пятница, 21:10), но программа уже не выходила. Точной причины ухода передачи с радиостанции Эдуард Успенский не знал, однако своё существование продолжают музыкальные коллективы, вдохновлённые творчеством команды «Гавани» (в том числе квартет «Гавань плюс», состоящий из постоянных участников программы).
Летом 2017 года Элеонора Филина без участия своего бывшего мужа открыла проект «Музыкальная гавань» (прежнее название Успенский зарегистрировал на себя), который стал выходить в телеверсии на канале «Ностальгия» с 25 октября 2019 года.

### На телевидении
Изначально программу хотели запустить в октябре 1996 года на ОРТ, но в эфире этого канала она не появилась. Первая телевизионная версия передачи выходила с 9 февраля по 7 июня 1997 года на МТК вплоть до его закрытия. Затем — на телеканале «ТВ Центр-Столица», до мая 1999 года.
В июне 1999 года авторы программы пришли со своей идеей на телеканал «НТВ»: 12 июня того же года в рамках эфирного времени передачи «Старый телевизор» в 12:35 состоялся пилотный выпуск «Гавани». Когда программа только запускалась на «НТВ», почти никто в компании не верил в то, что она будет пользоваться зрительским интересом. Элеонора Филина вспоминала:

Когда возникла идея делать эту программу на ТВ, нам все говорили, что ничего не получится. Мол, программа у вас очень интересная, но абсолютно нетелевизионная. Телевидение — это видеоряд, картинка, какое-то действие, а у вас что? Показывать, как люди песни поют? И нас практически убедили в том, что ничего не выйдет. Когда мы пришли на НТВ, теленачальники стали придумывать, как сделать нас телевизионными. Нам придумывали разные рубрики, темы, предлагали новые формы. Одним словом, нас структурировали. Мы старались и чувствовали, что программа умрёт со дня на день. Эдуард Николаевич упорно пытался объяснять всем, что программу нашу структурировать бесполезно. В результате продюсер канала НТВ Александр Левин сказал: «Делайте, что хотите». Сразу исчезли все рубрики, тематические программы, осталась атмосфера. И никто больше не сомневался в «телевизионности» «Гавани».

С сентября 1999 года передача на постоянной основе стала выходить на «НТВ». Вступительное слово в начале первой передачи дал её тогдашний руководитель Лев Новожёнов. Народная популярность и профессионализм создателей были отмечены в 2000 и 2002 годах телевизионной премией ТЭФИ. Первые выпуски телеверсии на «НТВ» выходили из студии программы «Старый телевизор», чуть позже она стала сниматься с массовкой в декорациях 11-й студии Останкино, откуда выходили в эфир все большие передачи на телеканале. В телевизионной студии программы работал художник Константин Мирошник, который за время эфира писал маслом портрет гостя. На «НТВ» программа просуществовала до конца марта 2001 года, после чего авторами было принято решение о её закрытии в связи со сменой собственника телеканала и приходом туда нового руководства.
Передача продолжала свою жизнь на радио «Шансон», телеверсия — на ТВ-6, с мая 2001 года и вплоть до его закрытия в январе 2002 года. Последний выпуск на ТВ-6 вышел в эфир 20 января, за сутки до прекращения вещания.
Следующий телевизионный адрес программы — телеканал «ТВС» (июнь 2002 — июнь 2003). В ночь с 31 декабря 2002 на 1 января 2003 года на ТВС вышел праздничный выпуск программы под названием «Шумел камыш». В нём помимо артистов (Вахтанг Кикабидзе, Клара Новикова, Валерий Сюткин, Олег Табаков, Витас, группа «Премьер-министр», Лайма Вайкуле, Александр Ф. Скляр, Тамара Гвердцители), песни также исполняли известные политические деятели (Юрий Щекочихин, Элла Памфилова, Валерия Новодворская), а также многие журналисты и ведущие канала ТВС. В массовке в качестве зрителей находились многие другие штатные сотрудники телеканала тех лет, в том числе и закадровые. В части источников, в том числе и на сайте ТВС до момента выхода в эфир, среди участников заявлялись и другие политические деятели и актёры, отсутствующие в записи эфира.
После закрытия телеканала ТВС программа продолжительное время выходила только в радиоверсии. В 2007 году возобновила свой выход в телевизионный эфир: в мае прошли съёмки первых выпусков обновлённого формата. Последние выпуски телеверсии выходили на «Пятом канале» с 2007 по 2011 год, вплоть до окончательного разрыва между основными ведущими Эдуардом Успенским и Элеонорой Филиной.
3 марта 2011 года скончался постоянный аккомпаниатор программы, пианист-виртуоз Дмитрий Петров. Прощание состоялось 7 марта 2011 года в 11:30 в морге Боткинской больницы (станция метро «Беговая»). Выпуск программы «В нашу гавань заходили корабли», вышедший в эфир «Пятого канала» 20 марта 2011 года, был посвящён памяти Дмитрия Михайловича Петрова.

## Дискография
1. 2001 Вам никогда не позабыть меня… Выпуск 1
1. Юрий Никулин — Если б я был султан…
2. Зиновий Гердт — До 5 часов утра
3. Кира Смирнова — Маруся отравилась
4. Владимир Меньшов — Губки бантиком
5. Ирина Муравьёва — Дайте ходу пароходу
6. Наталья Варлей — В доме 8 на Тверском бульваре…
7. Юрий Никулин — Ты ходишь пьяная
8. Владимир Меньшов — Экспресс полярный звал меня гудками…
9. Ирина Муравьёва — Летят перелетные птицы…
10. Кира Смирнова — Пролетарочка
11. Игорь Иртеньев — Белые туфельки
12. Элеонора Филина — Соловушка
13. Вера Алентова — Пастушка
14. Григорий Гладков — Георгины
15. Наталья Варлей — На бульваре Гоголя…
16. Зиновий Гердт — Я вырос сироткой…
17. Юрий Кудеев — Стою у батареи…
18. Кира Смирнова — Вам никогда не позабыть меня…
19. Элеонора Филина — Васильки
20. Наталья Варлей — Цилиндром на солнце сверкая…
21. Елена Казанцева — Я скучаю, на матрасе лёжа
22. Михаил Муромов — Скрипач Лёша
23. Эмма Асмолова — Я молода, но жить устала…
24. Кира Смирнова, Ирина Муравьёва — А я был на собрании…
25. Наталья Варлей — Ты уехал
26. Наталья Мокроусова — Я иду в тишине…
27. Кира Смирнова, Григорий Гладков — Чуйский тракт

2. 2001 По тундре, по сибирской дороге… Выпуск 2
1. Юрий Никулин, Эдуард Успенский — Поезд Воркута-Ленинград…
2. Зиновий Гердт — Этап на Север
3. Ролан Быков — Где-то пили, плакали, рыдали..
4. Ирина Муравьёва — Женская зона скучнее, чем тюрьма…
5. Юрий Никулин — Сижу я целый день, скучаю…
6. Денис Жирнов — Как-то по проспекту с Маней я гулял…
7. Ролан Быков — Пацаночка
8. Анна Стырова — Фонарики
9. Александр Смагул — Ветер в роще листвою шуршит…
10. Сергей Барсуков — На железный засов заперты ворота…
11. Виктор Верхотурцев — Вернулся я, таки, в Одессу
12. Гарри Каспаров — Мурка
13. Максим Кривошеев — На заливе тает лёд весною
14. Борис Терехин — Одесская блатная
15. Владимир Меньшов — На Колыме
16. Теодор Ефимов, Клара Новикова — Это было в городе Одессе
17. Денис Жирнов — Помню двор занесённый…
18. Дмитрий Домбровский — Луна озарила зеркальные воды
19. Борис Терехин — Плыви, плыви, ты моя лодка блатовая…
20. Сергей Граненый — Судили парня молодого…
21. Ирина Муравьёва — Судили девушку одну…
22. Григорий Гладков — Парень в кепке и зуб золотой…
23. Кира Смирнова — Журавли над Колымой
24. Татьяна Могучая — Шарабан

3. 2001 В трюмах кораллы и жемчуг… Выпуск 3
1. Алексей Козлов, Андрей Макаревич, Теодор Ефимов, Элеонора Филина — В нашу гавань заходили корабли
2. Элеонора Филина — В Кейптаунском порту
3. Алексей Козлов, Андрей Макаревич, Зиновий Гердт — Джон Грэй
4. Ирина Муравьёва, Пауль Годвин и его оркестр — Аргентинское танго
5. Владимир Меньшов — Они стояли на корабле у борта
6. Григорий Гладков — Дре-Па-Пеш
7. Максим Кривошеев — Шумит ночной Марсель
8. Теодор Ефимов — Случай в Ватикане
9. Дмитрий Домбровский — В трюмах — кораллы и жемчуг…
10. Анна Стырова — В маленьком притоне Сан-Франциско
11. Игорь Дементьев — Джоней
12. Теодор Ефимов — У девушки с острова Пасхи…
13. Ирина Муравьёва — И за что я полюбила Кольку?
14. Лариса Дерябина, Элеонора Филина — Корабль под названием «Медуза»
15. Ирина Муравьёва — На острове Таити
16. Кира Смирнова — Девушка из маленькой таверны
17. Зиновий Гердт — Раз в Московском кабаке сидели…
18. Элеонора Филина — Девушка с оленьими глазами
19. Ирина Муравьёва — Нью-Йорк окутан голубым туманом
20. Алексей Козлов, Андрей Макаревич, Владимир Меньшов — Юнга Билл

4. 2001 Двадцать второго июня… Выпуск 4
1. Владимир Меньшов — 22 июня
2. Зиновий Гердт — Любо…
3. Юрий Никулин — Новобранцы
4. Владимир Меньшов — Балтийцы
5. Ирина Муравьёва — Галицийские поля
6. Наталья Мокроусова — Здравствуй, мама
7. Ирина Муравьёва — Пуговка
8. Виктор Бутаков — Звезда на погонах
9. Владимир Меньшов — Два Пети
10. Кира Смирнова — Эта роща
11. Владимир Меньшов, Антонина Виткова — Эшелоны
12. Жанна Кривова — Рыдая от обиды…
13. Григорий Гладков, Юрий Чернов — В одном городе…
14. Максим Гликин — Дембеля
15. Владимир Меньшов — Враги сожгли родную хату
16. Виктор Бутаков — Верни, война, мне жениха…
17. Дмитрий Домбровский — Девушка-солдат
18. Владимир Меньшов — Жена майора
19. Виктор Бутаков — Мечта фронтового солдата
20. Ирина Цаголова — Солдатская

5. 2001 В эпоху войн, в эпоху кризиса. Выпуск 5
1. Кира Смирнова — Когда в море горит бирюза
2. Ирина Муравьева, Теодор Ефимов — Чёрный ворон
3. Теодор Ефимов — Песня алкоголика
4. Юрий Чернов — Кружка
5. Елена Дрожжина — Журавли улетели
6. Дмитрий Курилов — В эпоху войн, в эпоху кризиса
7. Виктор Бутаков — Девочка с мишкой
8. Ролан Быков — Колыбельная
9. Ирина Муравьева — Песня студентки
10. Кира Смирнова — Есть в Боливии маленький дом
11. Элеонора Филина, Семен Фарада — А колокольчики-бубенчики ту-ту
12. Григорий Гладков — Как на кладбище
13. Ирина Муравьева — Бледной луной озарился
14. Борис Колотов — Машка, ты мне шарфик подарила
15. Кира Смирнова — Жена алкоголика
16. Дмитрий Курилов, Сергей Одиноков — Журавли
17. Борис Колотов — Любовь к переводчице
18. Ирина Муравьева — Громобой
19. Юрий Никулин — Колыбельная
20. Дмитрий Курилов — Базар
21. Эмма Асмолова — Туманы
22. Александр Шевченко — Иволга
23. Кира Смирнова, Зиновий Гердт — Бублики

6. 2001 Эх, ма, кутерьма… Выпуск 6
1. Виктор Верхотурцев — Утки кря-кря-кря
2. Семён Фарада — Чай для барина
3. Анна Стырова — Все равно война
4. Юрий Чернов — Песня про кузнечика
5. Елена Демченко, Юрий Кудеев — Возможно, возможно
6. Зиновий Гердт — Хазбулат пожилой
7. Виктор Верхотурцев — Нани, нани, на
8. Андрей Анпилов — По морде чайником
9. Юрий Кудеев — На меня надвигается…
10. Алексей Миронов — Стенька Разин
11. Александр Ткачев — Жена ковбоя
12. Михаил Кочетков — О мебели, о долларах и о хороших людях
13. Евгений Быков, Анатолий Киреев — На турбазе
14. Владимир Меньшов — 30 метров крепдешина
15. Анна Стырова — Чебуровка
16. Теодор Ефимов — Как-то раз за водкой я стоял
17. Алексей Миронов — Отелло
18. Андрей Усачёв — Гаврила пьяница
19. Иван Теркин — Эх, ма, кутерьма
20. Натан Лэрнер — Учитель танцев

7. 2001 Я знаю, что ты меня ждешь… Выпуск 7
1. Юрий Никулин — Трансваль
2. Зиновий Гердт — Сын поварихи и лекальщика
3. Кира Смирнова, Григорий Гладков — Трошка
4. Кира Смирнова — Я иду по не нашей земле
5. Наталья Варлей — Голуби
6. Натан Лэрнер — Три красавицы небес
7. Юрий Чернов — Два туза
8. Виктор Бутаков — Я был повязан в 13 лет…
9. Александр Смагул — Побег
10. Александр Шевченко — Глухомань
11. Мария Грановская — Мне теперь все равно
12. Анна Стырова — Пацаночка
13. Валентин Берестов — Стою на стреме
14. Анна Стырова, Элеонора Филина — Верила, верила
15. Александр Смагул — Песня из тетради заключенного
16. Виктор Верхотурцев — В эту темную ночь
17. Эмма Асмолова — Туманы
18. Григорий Гладков — Морская история
19. Денис Жирнов — Искры
20. Сергей Степанченко, Максим Кривошеев — Я знаю, что ты меня ждешь

8. 2001 В нашу гавань заходили корабли. Лучшие песни. 1-7 часть
1. Элеонора Филина, Теодор Ефимов — В нашу гавань заходили корабли
2. Кира Смирнова — Когда в море горит бирюза
3. Ирина Муравьева — Нью-Йорк окутан голубым туманом…
4. Юрий Никулин — Поезд Воркута-Ленинград…
5. Виктор Верхотурцев — Вернулся я таки в Одессу…
6. Владимир Меньшов — Они стояли на корабле у борта
7. Зиновий Гердт — Этап на север
8. Григорий Гладков — Дре-Па-Пеш
9. Натан Лернер — Три красавицы небес
10. Денис Жирнов — Как-то по проспекту с Маней я гулял…

9. 2001 В нашу гавань заходили корабли. Владимир Меньшов
1. Враги сожгли родную хату
2. Балтийцы
3. Экспресс полярный звал меня гудками…
4. Два Пети
5. Жена майора
6. На Колыме
7. 22 июня
8. Юнга Билл
9. Эшелоны
10. Губки бантиком
11. Враги сожгли родную хату
12. 30 метров крепдешина

10. 2001 В нашу гавань заходили корабли. Ирина Муравьева
1. Аргентинское танго
2. А я был на собрании
3. Дайте ходу пароходу
4. Галицийские поля
5. Нью-Йорк окутан голубым туманом…
6. Пуговка
7. Песня студентки
8. И за что я полюбила Кольку?…
9. Чёрный ворон
10. Громобой
11. На острове Таити
12. Судили девушку одну
13. Бледной луной озарился
14. Женская зона скучнее, чем тюрьма

11. 2001 В нашу гавань заходили корабли. Кира Смирнова
1. Журавли над Колымой
2. Когда в море горит бирюза
3. Эта роща
4. Трошка
5. Я иду по не нашей земле
6. Есть в Боливии маленький дом
7. Чуйский тракт
8. Маруся отравилась
9. Жена алкоголика
10. Пролетарочка
11. Вам никогда не позабыть меня
12. Девушка из Нагасаки
13. Сестрица
14. Бублики
15. Девушка из маленькой таверны

12. 2004 Шедевры гавани. Часть 1
1. Элеонора Филина — Дре-па-пешь
2. Лиза Кушак — Домик стоит над рекой
3. Сергей Степанченко — Бабье лето
4. Сергей Волков — Уйди, мой друг
5. Артур Гладышев — Когда с тобою встретились
6. Маргарита Маруна — На Колыме
7. Лариса Крылова — Я милого узнаю по походке
8. Лариса Крылова — Прорехи и заплаточки
9. Александр Хегай — Электрик-1
10. Виктор Шендерович — Стою я раз на стреме
11. Александр Косенков — Аржак
12. Александр Косенков — У девушки с острова Пасхи
13. Валерий Крюков — Чужая
14. Владимир Живов — Часики
15. Сергей Бородин — Лыжи на старте стоят
16. Юрий Бадалл — Недотрога
17. Вадим Маншин — Письмо
18. Татьяна Пушкина — А ты хохочешь…
19. Элеонора Филина — Крутится-вертится шар голубой
20. Маргарита Маруна — Дайте ходу пароходу

13. 2004 Шедевры гавани. Часть 2
1. Лариса Крылова — Чёрная моль
2. Виктор Шендерович — Фонарики ночные
3. Элеонора Филина — Девушка с оленьими глазами
4. Юлиана Шахова — Тюбик
5. Сергей Бородин — Дембеля
6. Маргарита Маруна — Бублики
7. Юрий Бадалл — Чёрная роза
8. Сергей Волков — Курочка Ряба
9. Дмитрий Жирнов — Я сын рабочего
10. Елизавета Кушак — Однажды морем я плыла
11. Александр Косенков — Сигарета
12. Андрей Бильжо — Песня врача
13. Марат Фахрутдинов — В шахте пусковой
14. Александр Хегай — Электрик 2
15. Александр Хегай — Дед мороз
16. Маргарита Маруна — Не губите молодость, ребятушки
17. Владимир Живов — Карлмарксовый портрет
18. Александр Косенков — Не печалься
19. Лариса Крылова — Шарабан мой — американка
20. Сергей Степанченко — Белый снег

14. 2004 Новые встречи. Часть 1
1. В. Муромцев («Редкая птица») — В Кейптаунском порту
2. В. Муромцев («Редкая птица») — Мама, я жулика люблю
3. Сергей Волков — Запрягает тятька лошадь
4. Вадим Маншин — Письмо отцу
5. Артур Гладышев — Созрел маис на ранчо дяди Билла
6. Артур Гладышев — Когда с тобою встретились
7. Лариса Крылова — Прорехи да заплаточки
8. Лариса Крылова — Я милого узнаю по походке
9. Юрий Гарин — Песенка о хорошем настроении
10. Виктор Верхотурцев — Моя гитара

15. 2004 Новые встречи. Часть 2
1. Маргарита Маруна — Дайте ходу пароходу
2. Маргарита Маруна — Гори, гори, моя звезда
3. Мария Грановская, Анна Стырова — При долине куст калины
4. Маргарита Маруна, Мария Грановская, Анна Стырова, Александр Косенков, Юрий Кудеев, Ирина Петровская — Спят курганы темные
5. Александр Косенков — У девушки с острова Пасхи
6. Александр Косенков — Не печалься, любимая
7. Юрий Кудеев — Возможно, возможно
8. Юрий Кудеев — На меня надвигается по стене таракан
9. Ирина Петровская — Он за мною, видно, шёл

16. 2004 Новые встречи. Часть 3
1. Владимир Тен — Морда моя
2. Ансамбль «Слобода» п/у Олега Щукина — У меня под окном
3. Ансамбль «Слобода» п/у Олега Щукина — Косил сено старичок
4. Юрий Бадалл — Ты мне нужен
5. Максим Кривошеев — Братка Ваня
6. Максим Кривошеев — Два громилы
7. Виктор Кайе — Серебрится серенький дымок
8. Александр Хегай — Постовая
9. Александр Хегай — Электрик—3
10. Виктор и Александр Щучкины — Пчелушка
11. Братья Щучкины — Похмельная
12. Лариса Крылова — Шарабан

17. 2004 Антология Гавани. Том 1 (MP3 CD)
18. 2004 Антология Гавани. Том 2 (MP3 CD)